# Свети Атанасий (Пашино Рувци)
„Свети Атанасий“ (на македонска литературна норма: „Свети Атанасиј“) е православна църква, главната селска църква на село Пашино Рувци, част от Преспанско-Пелагонийската епархия на Македонската православна църква – Охридска архиепископия.

## География
Църквата се намира в западния край на селото.

## История и архитектура
Според надпис в храма, той е построен в 1988 година, а е обновен в 1998 година.

## Галерия
- Селските гробища
- Камбанарията
- Ниша с фреска на западната страна на църквата
- Апсидата
- Главният вход
- Помощен обект
- Поглед към църквата